# Левин, Виктор Давыдович
Ви́ктор Давы́дович Ле́вин (5 июля 1915, Одесса — 1997, Эйн-ха-Бсор, Негев, Израиль) — советский и израильский лингвист, специалист в области истории русского литературного языка и языка художественной литературы, доктор филологических наук (1964), профессор (1968).

## Биография
Младший брат философа, теоретика права И. Д. Левина, дядя филолога Ю. И. Левина.
Учился в Московском городском педагогическом институте им. В. П. Потёмкина на факультете русского языка и литературы в 1933—1937 годах; затем в аспирантуре в ИФЛИ, в 1940 году защитил кандидатскую диссертацию на тему «Отглагольные существительные в русском языке».
В 1940—1949 годах преподавал, заведовал кафедрой русского языка в Ивановском пединституте. Участник Великой Отечественной войны, на фронте вступил в ВКП(б).
В 1945—1950 годах преподавал в Московском литературном институте, в 1950—1962 годах — в МГПИ.
С 1950 года работал в Институте языкознания АН СССР, затем в Институте русского языка АН СССР. В «Грамматике русского языка» под редакцией академика В. В. Виноградова (М.: Изд-во АН СССР, 1954) написал раздел «Прямая, косвенная и несобственно-прямая речь» (Т. 2. Ч. 2. С. 404—434). Принимал активное участие (составление словника, редактирование и написание словарных статей) в работе над «Словарём языка Пушкина», вышедшим первым изданием в 1956—1961 годах.
В 1962 году организовал в Институте русского языка сектор стилистики и языка художественной литературы, которым заведовал до 1971 года. В 1964 году В. Д. Левину была присуждена учёная степень доктора филологических наук за опубликованную монографию «Очерк стилистики русского литературного языка конца XVIII — начала XIX в. Лексика».
В 1965—1971 годах был профессором филологического факультета МГУ, читал курс истории русского литературного языка.
Будучи секретарём парторганизации Института русского языка АН СССР, в 1971 году В. Д. Левин был обвинён в попустительстве антисоветским тенденциям среди молодых сотрудников института и в результате исключён из партии, разжалован в научные сотрудники и уволен из МГУ. В 1975 году был уволен из Института русского языка «в связи с уходом на пенсию».
В 1976 году переехал в Израиль, где стал профессором Еврейского университета в Иерусалиме, с 1983 года — заслуженный профессор. Был приглашённым профессором Калифорнийского университета (Лос-Анджелес) и Института Кеннана (Вашингтон). В Советском Союзе упоминать его работы не полагалось до конца 1980-х годов.
Супруга — Евгения Ильинична Лохвицкая; дочь Елена (род. 1941).

### Аудиозапись
Левин В. Д. Искандер Ислахи. Ещё один фонетический парадокс (лингвистическая пародия). //
Незабытые голоса России: Звучат голоса отечественных филологов. Вып. I. М.: Языки славянских культур, 2009, с. 131—133.
ISBN 978-5-9551-0327-3 Аудиозапись Р. Ф. Пауфошимы (Касаткиной), март 1975 года.

## В честь него
К 75-летию В. Д. Левина кафедра русистики и славистики Еврейского университета в Иерусалиме совместно с Центром изучения славянских языков и литературы организовали публикацию сборника статей, в котором приняли участие
- Р. Д. Тименчик,
- А. К. Жолковский,
- Л. П. Крысин,
- В. А. Москович,
- М. В. Панов,
- Н. И. Толстой,
- Б. С. Шварцкопф,
- Н. А. Кожевникова,
- Е. В. Джанджакова,
- Е. Г. Эткинд,
- В. В. Иванов,
- В. З. Паперный,
- Ю. Д. Апресян и др.

Russian Philology and History. In Honour of Professor Victor Levin. Eds W. Moskovich et al. Jerusalem: Praedicta Ltd. 1992.
ISBN 965-424-010-6 

Предисловие, с. 7—13;
Библиография, с. 13—16
В сборнике были впервые опубликованы доклад Г. О. Винокура
«Язык писателя и норма» (публикатор Т. Г. Винокур) и фрагмент из воспоминаний художника
В. А. Милашевского «Моя работа в „Academia“» (публикатор Л. Юниверг).